# Amyciaea
Genre
Synonymes
- Amycle Pickard-Cambridge 1873 nec Stål, 1861

Amyciaea est un genre d'araignées aranéomorphes de la famille des Thomisidae.
On les appelle communément "araignées-crabes myrmécophages" car les pattes latérigrades des thomies leur donnent une marche de crabe ; et elles se nourrissent de fourmis en les mordant  dans la région céphalique (ce qui les paralyse immédiatement).
Les Amyciaea miment les fourmis tisserandes Oecophylla smaragdina : une taille similaire (environ 5mm), une coloration identique, une macule noire sur l'abdomen de l'araignée qui imite l’œil de l'insecte...

## Distribution
Les espèces de ce genre se rencontrent en Asie du Sud-Est, en Asie de l'Est, en Asie du Sud, en Afrique de l'Ouest et en Océanie dans les régions tropicales.

## Liste des espèces
Selon World Spider Catalog (version 25.0, 30/01/2024) :
- Amyciaea albomaculata (O. Pickard-Cambridge, 1874)
- Amyciaea forticeps (O. Pickard-Cambridge, 1873)
- Amyciaea hesperia Simon, 1895
- Amyciaea lineatipes O. Pickard-Cambridge, 1901
- Amyciaea orientalis Simon, 1909

## Systématique et taxinomie
Amycle Pickard-Cambridge, 1873, préoccupé par Amycle  Stål, 1861, a été remplacé par Amyciaea par Simon en 1886.

## Publications originales
- Simon, 1886 : « Matériaux pour servir à la faune arachnologiques de l'Asie méridionale. III. Arachnides recueillis en 1884 dans la presqu'île de Malacca, par M. J. Morgan. IV. Arachnides recueillis à Collegal, district de Coimbatoore, par M. A. Theobald G. R. » Bulletin de la Société zoologique de France, vol. 10, p. 436-462 (texte intégral).
- O. Pickard-Cambridge, 1873 : « On some new genera and species of Araneida. » Proceedings of the Zoological Society of London, vol. 1873, p. 112-129 (texte intégral).